# Josep Garí i Cañas
Josep Garí i Cañas   (Mataró, 1855 - Barcelona, 21 de juliol de 1925), va ser un banquer català de finals del segle xix.

## Biografia
Va ser apoderat de la Casa de banca d'Evarist Arnús i va continuar quan aquesta es va transformar en Manuel Arnús i Cia. A la mort d'Evarist Arnús el 1890, aquest va llegar el seu negoci al seu nebot Manuel Arnús i a Josep Garí, qui aportava a la societat l'experiència en el negoci bancari, que no tenia Manuel Arnús, qui fins llavors exercia com a metge. Després de vint anys d'activitat, el 1910 van haver de refundar l'entitat com a Societat Anònima Arnús-Garí, on ja figurava formalment com a propietari.
Fou un dels fundadors de l’Associació del Mercat Lliure de Valors de Barcelona, i era un dels tres directius del Banc de Barcelona quan féu fallida (1920).
El 1885 va comprar la torre Simon del barri de la Salut de Barcelona, a Francesc Simon Font, copropietari de l'editorial Montaner i Simón. Hi va viure fins el1904 quan la va vendre a la Congregació de les Germanes del Sagrat Cor de Maria, per fer un col·legi actualment en actiu.
El 1899 va encarregar la casa Garí d'Argentona al seu cosí segon, en Puig i Cadafalch.
A la seva mort el 1925, el seu nebot, Josep Garí i Gimeno (Barcelona 1886 - 1965) continuà al front de la banca Arnús-Garí, fins que el 1942 fou absorbida pel Banco Español de Crédito.